# Cantone di Tremblay-en-France
Il Cantone di Tremblay-en-France è una divisione amministrativa dell'arrondissement di Le Raincy.
A seguito della riforma complessiva dei cantoni del 2014 è passato da 1 a 4 comuni.

## Composizione
Prima della riforma del 2014 comprendeva il solo comune di Tremblay-en-France.
Dal 2015 comprende i comuni di:
- Coubron
- Montfermeil
- Tremblay-en-France
- Vaujours